# Navegando por ti
Navegando por ti es el nombre del vigesimoquinto álbum de estudio del cantautor español José Luis Perales, siendo Javier Limón el director de producción y productor. Fue lanzado al mercado el 25 de julio de 2006 por la discográfica Sony Music, siendo el único bajo el sello BMG Records.
Después de 6 años de silencio José Luis Perales sorprendió con este álbum producido por Javier Limón.
Este álbum toma un estilo jazz en la canción de cierre del álbum: «Qué más quisiera yo». Y en las otras canciones podemos encontrar aires musicales. El piano que abre la canción «De navegar por ti» lo confirma. Es un bolero con sabor a club de jazz. «Después de ti» es el tema más eléctrico del álbum y «Tu carta» una bossa nova introducida por la trompeta de Carlos Sarduy y cantada con una sensación rítmica (swing) nueva por José Luis Perales.
Las palabras de Perales hacia su productor en una entrevista fueron: 

Agradezco profundamente a Javier Limón que haya sabido entender la esencia de estas canciones y las haya convertido en algo tan bello.
José Luis Perales

## Listado de canciones
| N.º   | Título                             | Duración |  |
| 1.    | «Cómo llenar mi tiempo»            | 3:15     |  |
| 2.    | «De navegar por ti»                | 3:05     |  |
| 3.    | «Después de ti»                    | 3:52     |  |
| 4.    | «Tu carta»                         | 4:40     |  |
| 5.    | «No es por casualidad» (Con Buika) | 3:56     |  |
| 6.    | «Lo que fue de los dos»            | 3:03     |  |
| 7.    | «Espera un poco más»               | 4:22     |  |
| 8.    | «Una canción para la paz»          | 3:28     |  |
| 9.    | «Diferentes»                       | 3:15     |  |
| 10.   | «Santo Domingo»                    | 3:24     |  |
| 11.   | «Qué más quisiera yo»              | 3:38     |  |
| 39:58 |                                    |          |  |

## Créditos y personal

### Músicos
- Guitarra flamenca: Niño Josele
- Piano, teclados y arreglos de cuerdas, temas 1, 2, 3, 4, 5, 6, 7, 8, 9, y 11: José Reinoso
- Piano, teclados y arreglos de cuerdas, tema 10: Javier Alexis Gutiérrez Masso («Caramelo de Cuba»)
- Batería, temas 1, 2, 3, 4, 5, 6, 7, 8, 9, y 11: Tino di Geraldo
- Batería, tema 10: Horacio «El Negro» Hernández
- Bajo: Aláin Pérez
- Contrabajo: Yelsy Heredia
- Guitarra acústica y eléctrica: Israel Sandoval
- Percusión, temas 1, 2, 3, 4, 5, 6, 7, 9, 10 y 11: Ramón Porrina
- Percusión, tema 8: Os Pirralhos de Lactomía (Grupo infantil de percusión de Candeal; Salvador de Bahía, Brasil).
- Cuerdas: Manuel Martínez del Fresno y Pere Bardagí
- Trombón: Geandelaxis «Mandela» Bell
- Armónica: Antonio Serrano
- Trompeta: Carlos Sarduy
- Coros:
  - «Una canción para la paz»: Salomé Limón y Linda Kremer
  - «Santo Domingo»: Aláin Pérez y Daría Delgado

No es por casualidad (con Concha Buika)
- Buika aparece por cortesía de DRO East West.
- Antonio Serrano y José Reinoso aparecen por cortesía de Casa Limón

### Personal de grabación y posproducción
- Todos los temas compuestos por JOSÉ LUIS PERALES
- Editorial: Tom Music S.L.
- Estudio de grabación: Casa Limón
- Ingeniera de grabación: Salomé Limón
- Estudio de mezclas: Musigrama
- Ingeniero de mezclas: Pepe Loeches
- Asistente de mezclas: Mirian Pedregal
- Elaboración de copias maestras: Arf! Digital; Nueva York, Estados Unidos
- Ingeniero de sonido: Alan Silverman
- Producción ejecutiva: Azules y Moraos S.L.
- Productor y director de producción: Javier Limón
- Fotografías: Rubén Martín

### Créditos y personal
- «DISCOGRAFÍA - NAVEGANDO POR TI». joseluisperales.net. 2012. Archivado desde el original el 26 de abril de 2012. Consultado el 15 de enero de 2013.

- Datos: Q6038996